# 新光三越
新光三越（しんこうみつこし／シンゴンサンユエ／Shin Kong Mitsukoshi）は、台湾の新光グループと三越グループの提携により設立された台湾企業「新光三越百貨股份有限公司」を指す。三越伊勢丹ホールディングスが約43.4%出資しており、同社の持分法適用会社（連結対象外だが子会社）となっている。

## 概説
1991年（民国80年/平成3年）、新光グループと三越グループの共同出資により、台北に1号店を開店した。2008年4月、経営危機に陥った力霸企業集団の衣蝶百貨を買収。現在、台北に9店舗、桃園、台南、高雄に2店舗ずつ、他に嘉義、台中に店舗を有している。台北信義店のあたりには三越が4店舗集中していることから、三越村の別称がある。また、北京に、中国小売大手の北京華聯集団の合弁会社「華聯新光百貨（北京）有限公司」との合弁で、「新光天地」を有している。

## 包装紙
日本の三越の包装紙の「mitsukoshi」のロゴの上に「shin kong」が記されている。

## 店舗

### 台湾
- 台北南西店1館（台北市南京西路12号）
- 台北南西店3館（台北市南京西路15号）
- 台北駅前店（台北市忠孝西路1段66号）
- 台北信義店A11館（台北市松壽路11号）
- 台北信義店A8館（台北市松高路12号）
- 台北信義店A9館（台北市松壽路9号）
- 台北信義店A4館（台北市松高路19号）
- 台北天母店（台北市天母東路68号）
- 桃園駅前店（桃園市中正路19号）
- 台中中港店（台中市台湾大道3段301号）
- 嘉義垂楊店（嘉義市垂楊路726号）
- 台南中山店（台南市中山路162号）

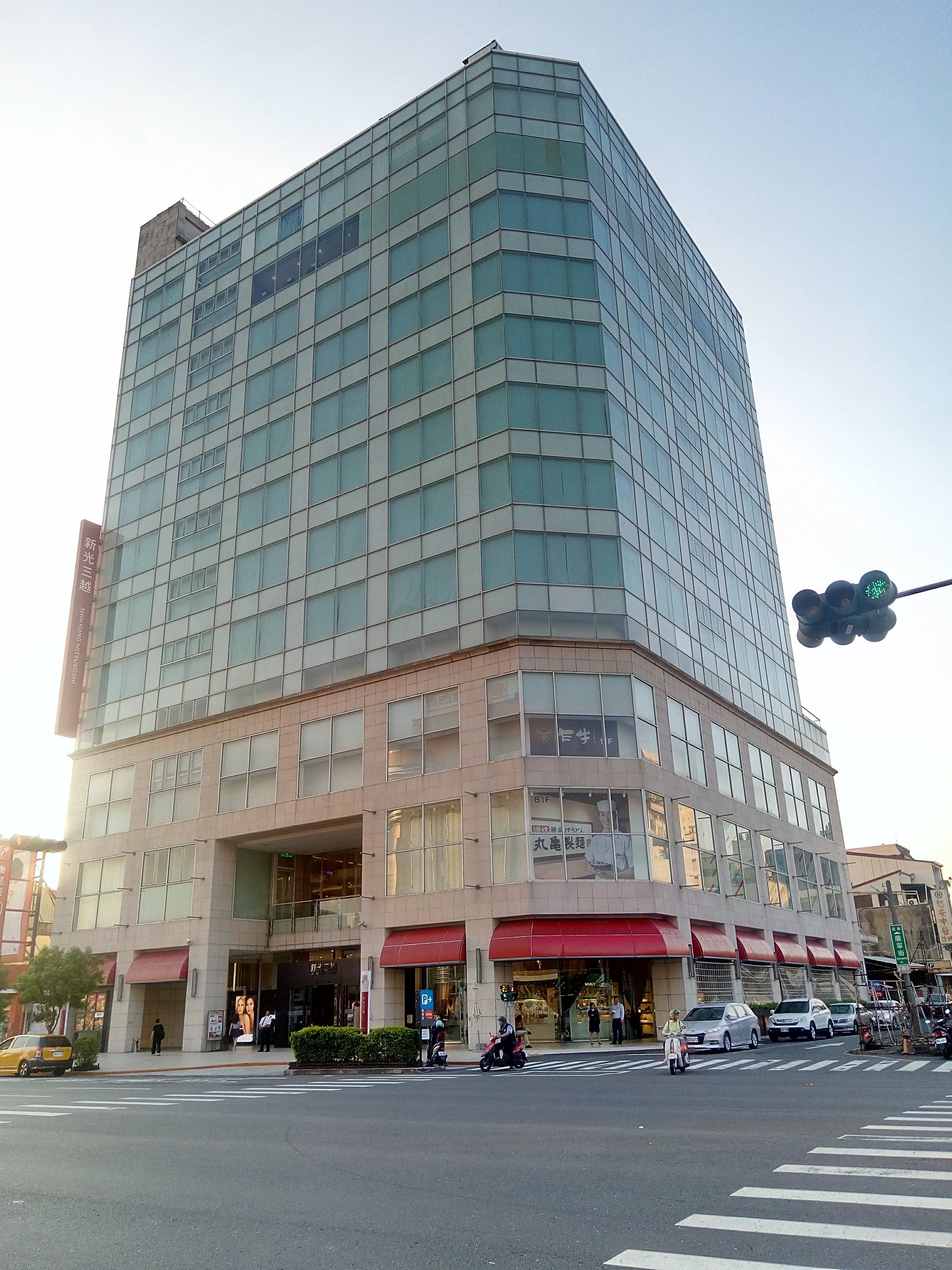
嘉義垂楊店

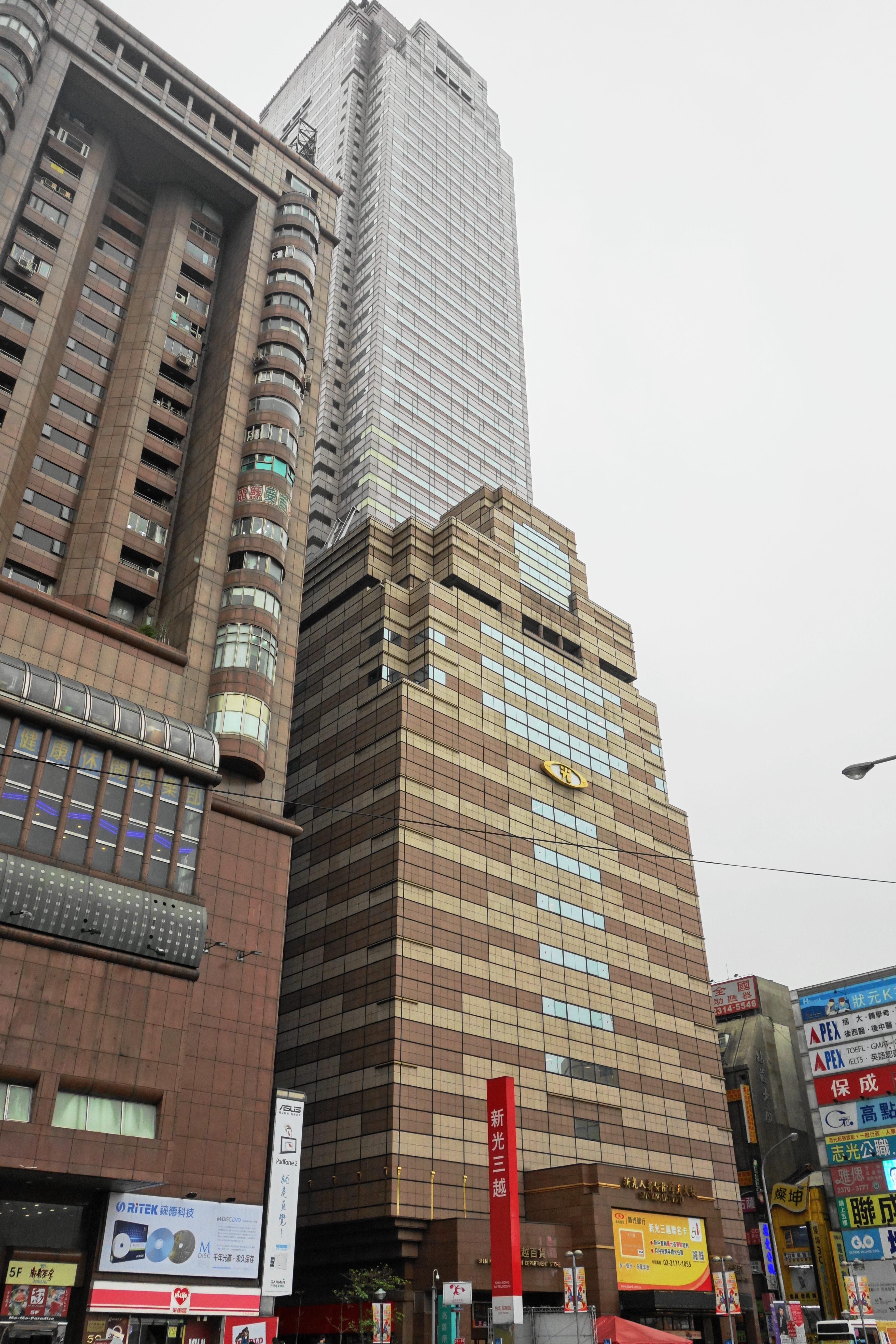
台北駅前店

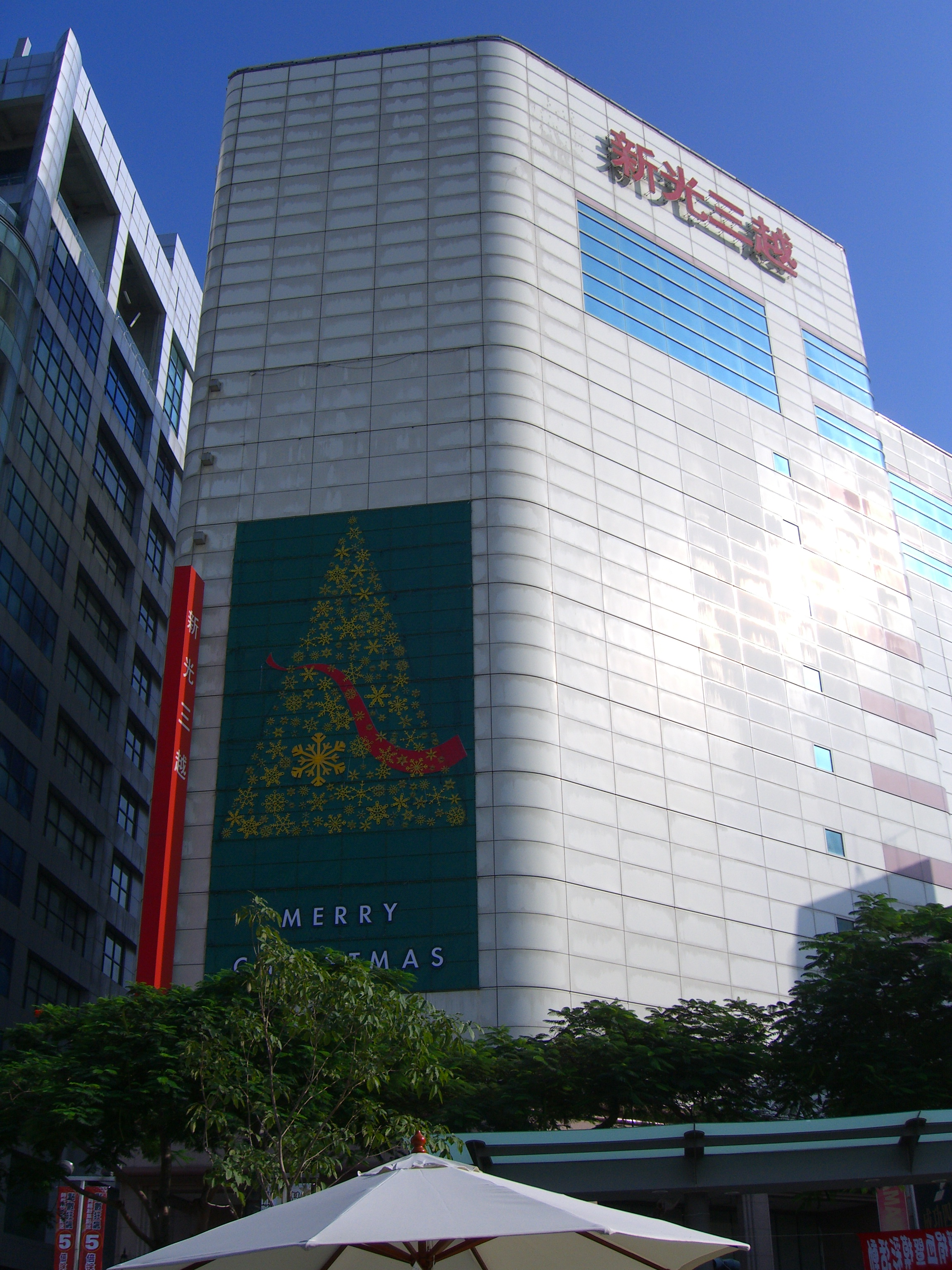
台南中山店

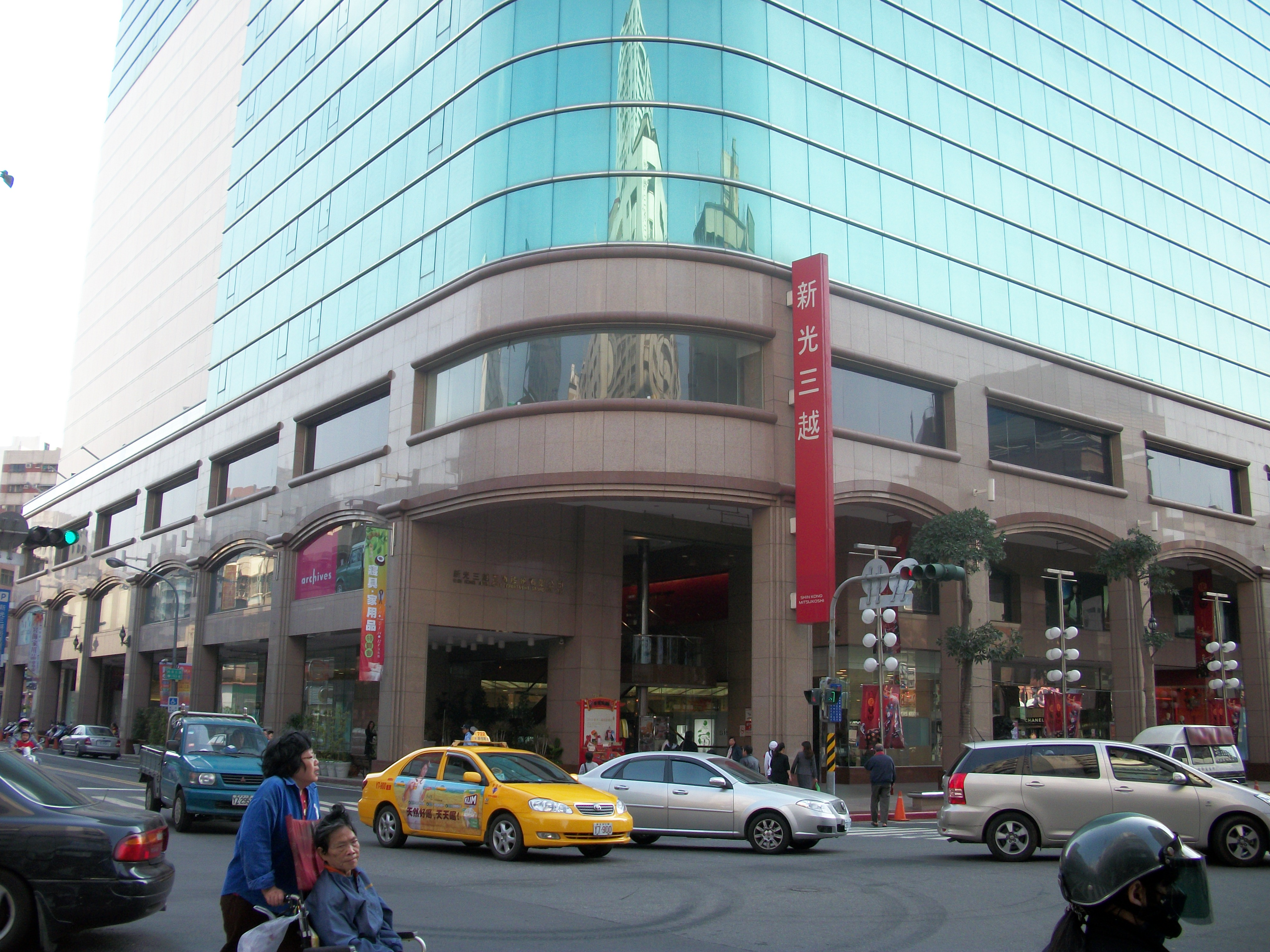
高雄三多店

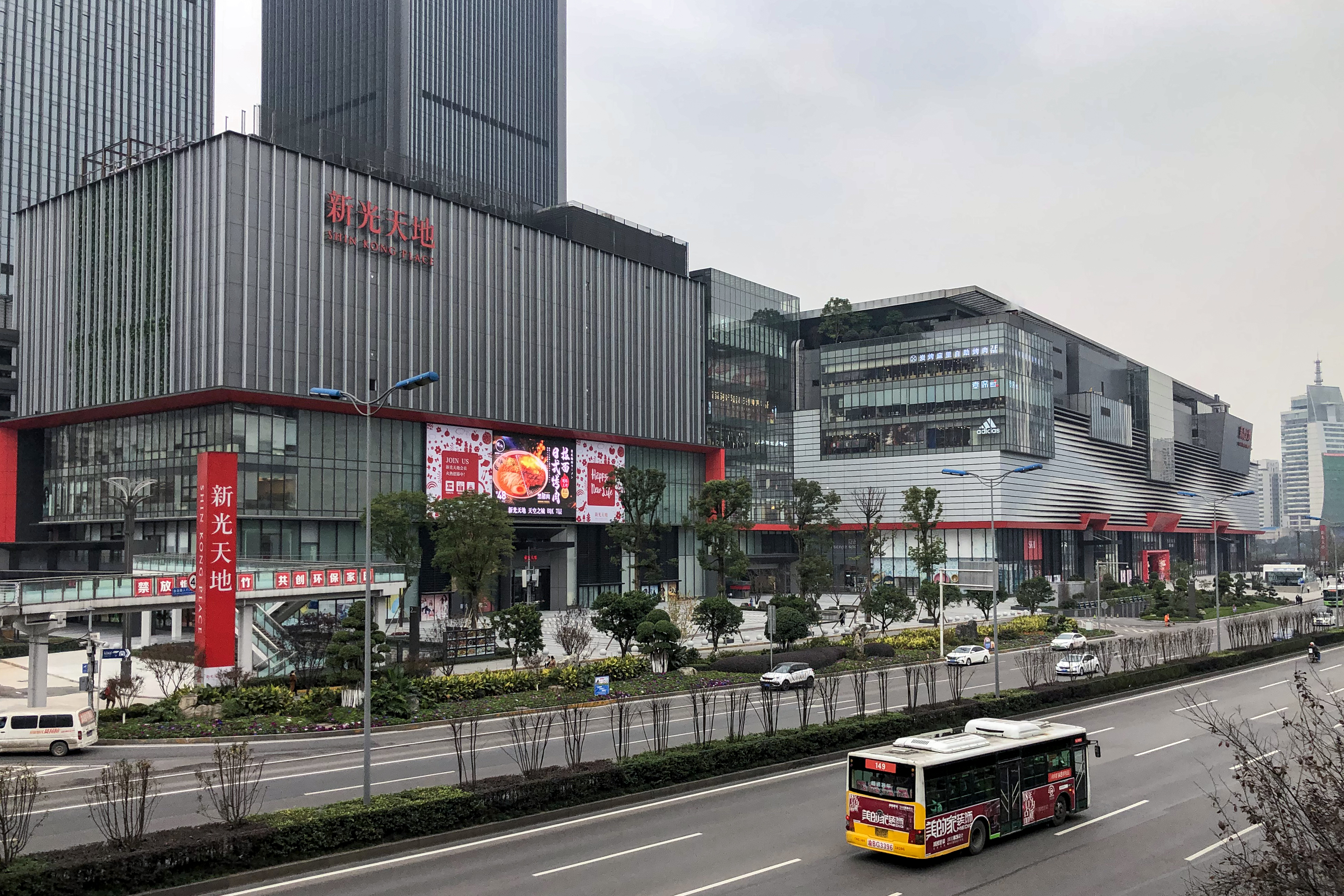
重慶新光天地

- 台南西門店・2館（台南市西門路1段658号）
- 高雄三多店（ 高雄市三多三路213号）
- 高雄左營店・2館（ 高雄市高鉄路105号）
- SKM Park( 高雄市中山四路100号)

### 中国
- 苏州店（中国江苏省苏州市工业园区苏州大道东456号）- 2015年6月25日開業。
- 重庆店（中国重庆市渝北区龙溪街道嘉州路99号）- 2017年8月9日開業。
- 成都店（中国四川省成都市温江区光华大道三段1599号） - 2019年12月25日開業。

## 過去に存在した店舗
- 新竹中華店（新竹市中華路2段190号）
- 台北南西店2館（台北市南京西路14号）現在、誠品生活南西店
- 桃園大有店（桃園市大有路189号）

## 概況
新光三越は、日本の三越が持つ「老舗」「高級」といったイメージに加えて、「都会的」「若者向け」といった日本の伊勢丹や阪急百貨店などが持つイメージを有しており、顧客層も三越に比べて広い。特に日本の三越が苦手な若者向けにも強く（若者層に強かった同業の「衣蝶」を買収したことも大きい）、同じく台湾に進出している髙島屋（大葉高島屋。現在は日本の高島屋との資本関係は解消しライセンスのみの提携）、そごう（遠東崇光・廣三崇光。高島屋同様、現在は日本のそごう西武との資本関係はなく、ライセンスのみの提携）など日系百貨店の追随を許さない、名実ともに台湾No.1の百貨店である。海外における日本の百貨店の成功例とも言える。台湾でデパートといえば「新光三越」といわれるほど台湾におけるブランド力は高い。三越の持分法適用会社であることから、伊勢丹との合併前の三越における連結経常利益に与える影響が大きく孝行息子でもあった。同社には、1988年から三越事件で三越本社を追われた岡田茂元社長の側近で、総合企画部長であった天野治郎（2002年～三越理事兼新光三越副董事長）が赴任しており、新光三越の日本を上回る事業拡大については、彼の功績が大きいといわれている。2020年、新光集団創業者呉火獅の娘婿で新光三越創業時から総経理を務めていた董事長呉東興の死去に伴い、三越伊勢丹HDの村上英之がその職位を引き継いだ。
2014年に四川省・成都に、中国最大級の店舗を、さらに江蘇省・蘇州にも出店する計画が明らかになっている。
2017年7月、高雄市で複合商業施設の大魯閣草衙道を運営する大魯閣開発公司を100%完全子会社としていた大魯閣実業公司から保有株の60%を買い取り、アミューズメントパークを含むSC運営に乗り出すことになった。